# Pragmatik (lingvistik)
Pragmatik beskriver her et lingvistisk emne. Pragmatik i sprogstudiet handler om hvordan sprog bruges i mundtlig interaktion.
Sprogbrugsvidenskab, der omfatter kommunikationsvidenskab, sociolingvistik og psykolingvistik, er af nogle anset som en underafdeling af pragmatik.

## Sproghandlinger
I pragmatik taler man om forskellige sproghandlinger. Når vi ytrer os, ændrer vi på vores egen og andres virkelighed. Når man fortæller folk om hvad der f.eks. er sket på ens arbejde, eller når man fortæller om hvordan man har det, så griber man ind i og forandrer andre menneskers viden om verden. På den måde udvider og begrænser vi hinandens mulighed for at handle, både fysisk og i sproget. Med hver ytring vi frembringer sætter vi vores aftryk på verden. Derfor kan vi se enhver ytring som en sproghandling. Overordnet kan der udføres tre typer sproghandlinger:
- Selvfremstillende sproghandlinger. Her udtrykker vi vores følelser og holdninger, og giver udtryk for vores behov og ønsker. Eksempler: ’Du ser godt ud’, ”Jeg kan ikke lide lever”.

- Regulerende sproghandlinger. Her forholder vi os til andre, forhører os, dirigerer, forpligter os og giver ordrer. Eksempler: ’Lad være med at støje!’, ’Jeg lover at komme’.

- Informerende sproghandlinger. Her forholder vi os til verden omkring os, fremsætter påstande om den, giver oplysninger om den. Eksempler: ’Håndværkeren kommer i morgen’, ’Vi har ferie fra på mandag’.

Der er nogle sproghandlinger som kun bestemte personer med en bestemt funktion kan udføre. For eksempel skal det være en præst der døber børn, og han skal udtale nogle ganske bestemte ord, ’Jeg døber dig i Faderens, Sønnens og Helligåndens navn’, før der er tale om en rigtig dåb. På samme måde skal dommeren formulere sig på en bestemt måde: ’Thi kendes for ret… ‘, før der er tale om en dom. Vi kan ikke som enkeltindivider ændre disse ritualer.